# Destruição de Anogeia
A Destruição de Anogeia (em grego: Καταστροφή των Ανωγείων) ou o Holocausto de Anogeia (em grego:  Ολοκαύτωμα των Ανωγείων) refere-se à destruição completa da vila de Anogeia no centro de Creta (Grécia) e ao assassinato de cerca de 25 de seus habitantes em 13 de agosto de 1944 pelas forças de ocupação alemãs durante a Segunda Guerra Mundial. Esta foi a terceira vez que Anogeia foi destruída, já que os otomanos a destruíram duas vezes; primeiro em julho de 1822 e novamente em novembro de 1867, durante a Grande Revolta de Creta.

## A destruição
Na madrugada de 13 de agosto de 1944, batalhões alemães do 65º regimento / 22ª Luftlande Infanterie-Division com uma força de cerca de 2000 homens moveram-se em direção a Anogeia. Sentinelas instaladas em aldeias próximas os notaram e notificaram o povo de Anogeia, permitindo que os homens fugissem para as montanhas em busca de segurança. Ao entrar na aldeia, as forças alemãs reuniram as mulheres e crianças e as forçaram a marchar para a aldeia de Perama. Lá, a aproximadamente 30 quilômetros de distância, mulheres e crianças foram dispersas em aldeias próximas da região de Mylopotamos. Cerca de 25 moradores, incluindo mulheres, idosos e deficientes, que se recusaram a abandonar suas casas, foram sumariamente baleados. As casas da aldeia foram então sistematicamente saqueadas, queimadas e finalmente dinamitadas. A pilhagem e destruição continuaram por um total de 23 dias até o início de setembro, transformando Anogeia em pilhas de escombros. Durante todas as noites, os alemães recuavam para a aldeia vizinha de Sisarha (em grego:  Σίσαρχα). Animais de carga foram requisitados para transportar o saque para Sisarha, onde foi carregado em caminhões que o transportaram para as cidades.
De acordo com um relatório compilado em nome do Estado grego no verão de 1945, das 940 casas de Anogeia, nenhuma permaneceu intacta. A escola recém-construída também foi destruída e as três igrejas foram transformadas em estábulos. Cabanas de pastores ao redor da aldeia foram demolidas e todo o gado (principalmente ovelhas e cabras) foi apreendido.